# Amedeo Ortolani
Amedeo Maria Ortolani (Roma, 29 agosto 1939) è un imprenditore, politico e giornalista italiano.

## Biografia
Figlio primogenito di Umberto, laureato in legge, inizia alla fine degli anni sessanta come immobiliarista in qualità di amministratore delegato della Delfino Immobiliare, e come direttore responsabile dell'Agenzia Stefani, posseduta dal padre.
Nel 1975 crea la Electronic General Company, società attraverso la quale in quello stesso anno rileva la Voxson. Due anni più tardi, dà vita all'emittente televisiva Tvr Voxson. Qualche anno dopo, nel 1981, con lo scoppio del caso P2, loggia massonica a cui faceva capo Licio Gelli, si scopre che il reale proprietario delle aziende era il padre Umberto (anch'egli membro della loggia), il quale le aveva affidate al figlio e vengono successivamente coinvolte nel crack del Banco Ambrosiano.
Dopo lo scandalo, si ritira a vita privata con proprie attività. Dal 2004 siede al consiglio comunale di Sant'Oreste, paese dell'entroterra romano di dove è originaria la famiglia Ortolani, e dove il suo nonno paterno, Amedeo Ortolani, fu sindaco dal 1946 al 1956, eletto nelle file della Democrazia Cristiana.

## Il sequestro Ortolani
Il 10 giugno 1975, Ortolani subisce un sequestro di persona ad opera del Clan dei marsigliesi e il suo rilascio avviene dopo 11 giorni di prigionia a seguito di un riscatto di 800 milioni di lire pagato dal padre.
Su questo episodio, nel 1994 si esprimerà Antonio Mancini, esponente della banda criminale romana, che in un interrogatorio parla del sequestro dell'imprenditore, come di un finto sequestro organizzato dai francesi su commissione del padre Umberto, il quale aveva interesse ad allontanare qualsiasi sospetto sui suoi legami con la malavita.